# Walter Evans
Walter Richard Evans (15 gennaio 1920 – 10 luglio 1999) è stato un ingegnere statunitense.
È stato un teorico americano di controllo dei sistemi ed ideatore del cosiddetto metodo del luogo delle radici (1948). Nonostante l'iniziale scetticismo riguardo al suo metodo, esso è stato riconosciuto ed è utilizzato come uno dei principali strumenti per determinare la stabilità di sistemi feedback. È stato fondatore e presidente di The Spirule Foundation, che prende il nome dallo strumento (spirule) ideato da Evans per tracciare a mano il luogo delle radici.

## Biografia
Nasce il 15 gennaio 1920 a St. Louis, Missouri e riceve il titolo di Laurea in Ingegneria Elettrica dalla Università Washington a Saint Louis nel 1941 e quello di Laurea Magistrale dalla University of California, Los Angeles nel 1951; nel periodo compreso tra il conseguimento dei due titoli, completa un addestramento avanzato per ingegneri presso la General Electric nel 1944 ed insegna alla Washington University dal '46 al '48. La passione per l'ingegneria e gli studi matematici gli viene trasmessa dal padre, mentre la nonna, Eveline Allen Burgess, campionessa americana di scacchi dal 1907 al 1920, gli insegna, attraverso il gioco, come affrontare e risolvere i problemi passo dopo passo, abilità che caratterizzerà i suoi lavori; Evans sosteneva che "la principale chiave per l'apprendimento è considerare il problema come un gioco, usando tutte le approssimazioni possibili per arrivare ad una risposta."
Nel 1948 accetta un impiego estivo, che poi diventerà a tempo pieno, presso Autonetics, divisione della North American Aviation (ora Rockwell International); qui, durante l'insegnamento, inizia ad elaborare il metodo grafico del luogo delle radici e durante i primi anni cinquanta lavora nell'ambito del controllo avanzato di sistemi di guida inerziale. I suoi studi furono in parte utilizzati per il completamento del programma sottomarino statunitense Polaris, il quale permise alla marina statunitense di inviare i propri sottomarini al di sotto del circolo polare.
Grazie alla casa editrice McGraw-Hill, nel 1954 pubblica Control-System Dynamics nel quale formalizza i suoi studi e si concentra sulla descrizione del suo rivoluzionario metodo grafico: Evans allega al manuale uno strumento che chiama spirule (dalla fusione delle parole inglesi spiral e slide rule), "formato da un disco ed un braccio di plastica uniti da un piccolo occhiello metallico che, fungendo da perno, permette la rotazione delle parti e consente di effettuare con facilità somme angolari e moltiplicazioni vettoriali" per disegnare manualmente il luogo delle radici.
Dal 1959 al 1971 lavora presso il Dipartimento di Controllo e Guida della Ford Aeronautic Company, per poi tornare a far parte dello staff tecnico dell'Autonetics fino al suo pensionamento nel 1980; a seguito dello sviluppo di software grafici, la comunità dei controllisti di sistema si accorse della potenza del metodo ideato da Evans, riconoscendogli i meriti di una procedura che tutt'oggi è utilizzata intensivamente nello studio della stabilità e nella progettazione di controllori dei sistemi in retroazione. Tra il 1987 e il 1988 Evans viene premiato dalla American Society of Mechanical Engineers con la prestigiosa Rufus Oldenburger Medal e dal American Automatic Control Council con il Richard E. Bellman Control Heritage Award.
Evans ebbe quattro figli con sua moglie, tra cui Greg che ricorda in un'intervista come il genio del padre non si limitava al suo campo di studi: "colorare le palline da tennis di giallo ed arancione per migliorarne la visibilità; montare ruote sulle valigie per aumentare la loro trasportabilità; distribuire lungo la giornata le ore di lavoro per decongestionare il traffico" erano solo alcune delle idee di una personalità prodigiosa, riconosciuta in ritardo forse perché sempre troppo avanti rispetto ai suoi tempi.